# Lavallière
Pour les articles homonymes, voir Lavallière (homonymie).
Cet article possède un paronyme, voir La Vallière.
 (mai 2016).
Si vous disposez d'ouvrages ou d'articles de référence ou si vous connaissez des sites web de qualité traitant du thème abordé ici, merci de compléter l'article en donnant les références utiles à sa vérifiabilité et en les liant à la section « Notes et références ».

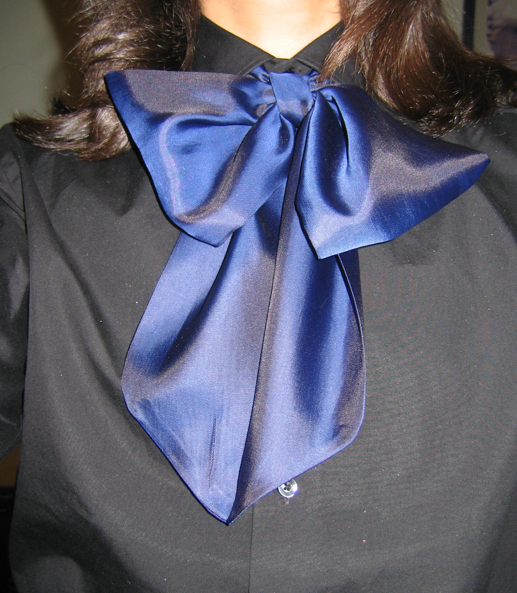
Grande lavallière.

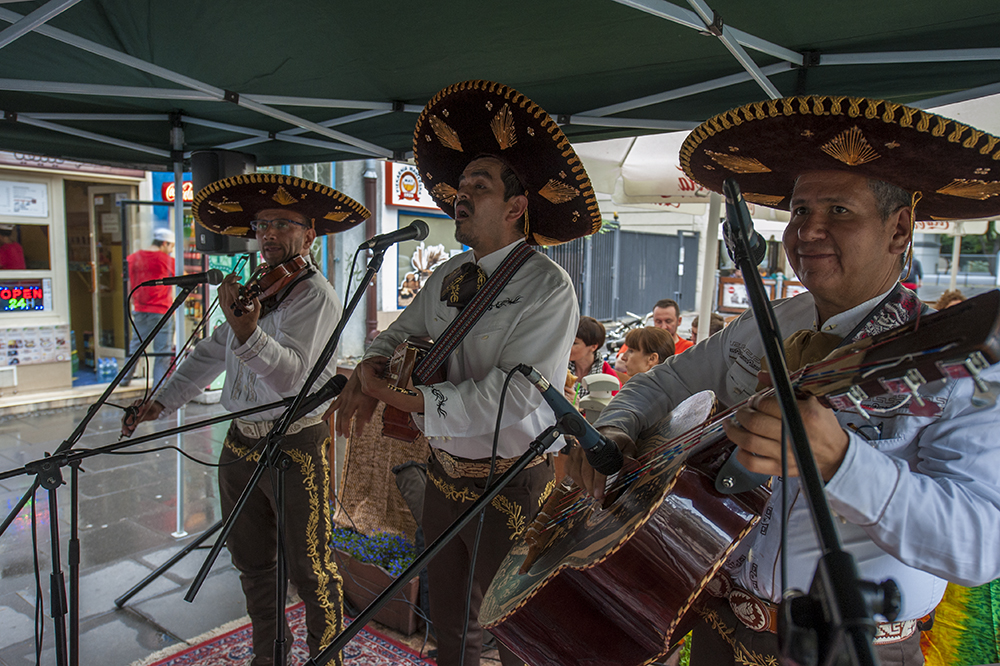
La lavallière fait partie de l'habit des mariachis mexicains.

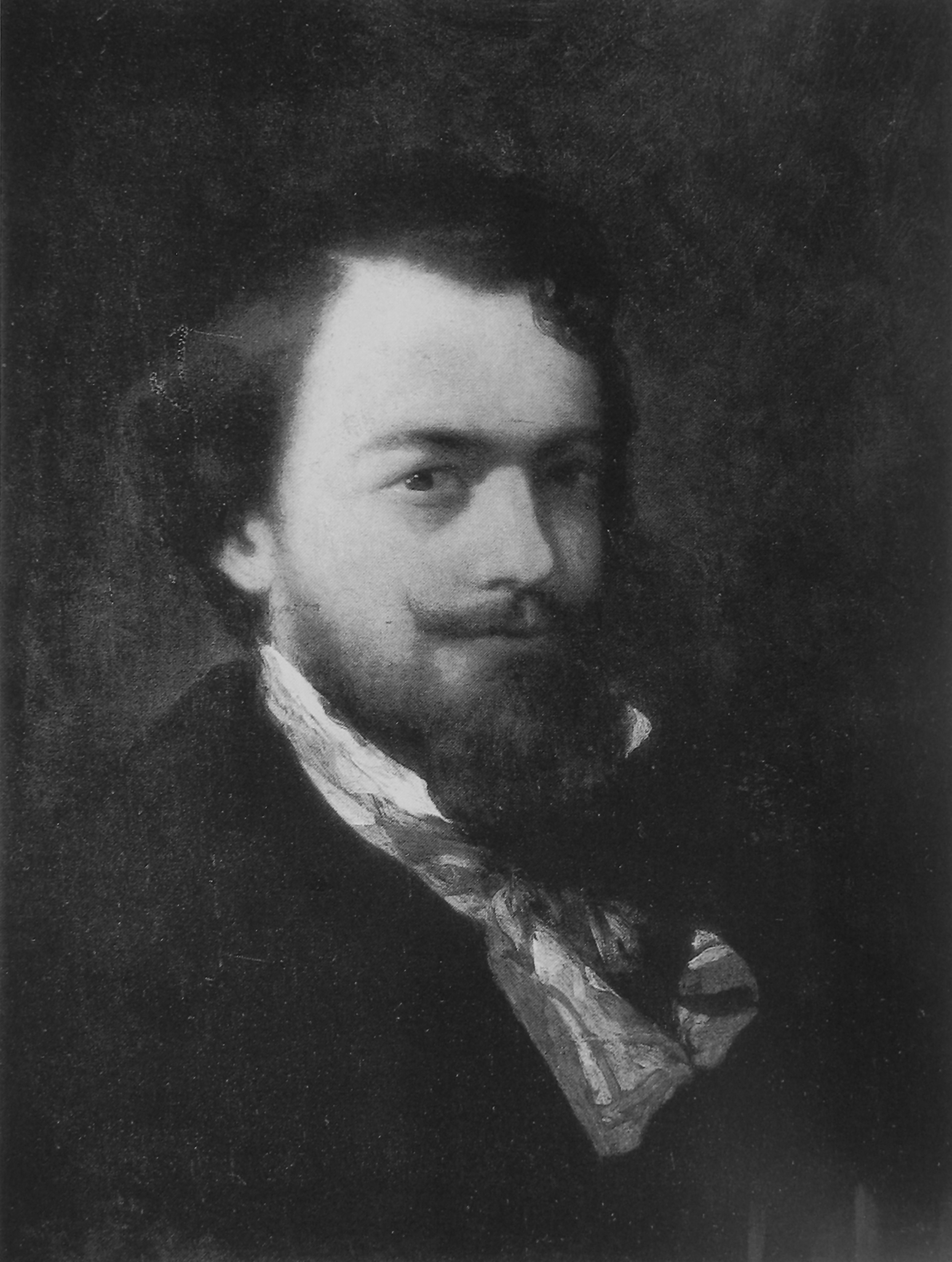
Le peintre Charles Hoguet en 1870.

La lavallière est une cravate proche du nœud papillon portée par les hommes et les femmes. Elle se constitue d'un foulard dont les dimensions varient beaucoup, de longueur pouvant atteindre 1,60 m et qui se noue de la même façon qu'un nœud papillon mais de manière à former deux coques tombantes et deux rubans libres (voir photographie).

## Histoire
La lavallière est associée au nom de la duchesse de La Vallière (maîtresse de Louis XIV) depuis que les peintres ont commencé à représenter cette cravate large au nœud flottant et souple vers la fin du XIXe siècle. Particulièrement affectionnée par les femmes au XIXe siècle puis par les artistes, les étudiants et les intellectuels, cet accessoire est aujourd'hui porté de façon exceptionnelle, notamment aux mariages ; il peut se nouer alors comme une cravate traditionnelle.

## Personnalités
L'homme politique Louis Marin (1871-1960) était connu pour sa lavallière à pois blancs.
La lavallière, portée par le dessinateur alsacien francophile Hansi (1873-1951) avant et pendant la guerre de 1914-1918, est devenue durant cette période un signe de ralliement chez les jeunes alsaciens des familles francophiles, et son port a été interdit dans les établissements secondaires jusqu'en 1918.
Le maître brasseur alsacien Michel Debus (1926-2022), PDG des brasseries Fischer et Adelshoffen à Schiltigheim la portait également.
La lavallière est aussi associée à Frédéric Savard (né en 1971), animateur québécois de l'émission La soirée est encore jeune, qu'il porte chaque samedi soir[réf. nécessaire]. La lavallière fait partie du style vestimentaire du mathématicien Cédric Villani (né en 1973), qui la porte à chacune de ses apparitions publiques.

## Au cinéma
La lavallière fait partie de la panoplie des personnages de westerns lorsque ceux-ci s’habillent de façon chic. Voir par exemple le nombre impressionnant de lavallières dans le film Jesse James, le brigand bien-aimé réalisé par Nicholas Ray en 1957.

## Cravate ascot
La cravate ascot tire son nom du champ de course anglais d’Ascot. Créée au XIXe siècle, c'est une version simplifiée de la lavallière, composée de deux larges extrémités plissées ou non et d'un ruban de cou, qui n'ont pas vocation à former un nœud. Il est possible de lui donner du volume avec une épingle (en or ou en argent, pouvant être sertie de pierres précieuses, permettant ainsi de montrer son statut social). À l'origine, elle se porte par-dessus la chemise, complétant la redingote, et est plutôt de couleur grise ou à pois blancs. Alors qu'on parlait au départ de « cravate ascot », on évoque davantage ensuite le « foulard ascot », bien qu'il s'agisse du même objet, mais porté directement autour du cou et placé sous la chemise. Popularisée dans les années 1930 et associée dans les années 1980 à une image m'as-tu-vu, elle a notamment été portée par Clark Gable ou Fred Astaire. Elle a depuis été interdite au Royal Ascot, étant considérée comme une cravate désuète.